# Matěj I. (opat)
Matěj I. (opat) OPraem. byl římskokatolický kněz, premonstrátský kanovník a v letech 1406–1425 opat kanonie v Zábrdovicích.
Opatem v Zábrdovicích byl devatenáct let, především v průběhu husitských válek. Musel se proto věnovat zejména ochraně klášterního majetku. V roce 1418 žaloval na zemském soudě Václava Rohovku z neoprávněné držby vsi Dolních Němčiček, která byla v majetku kláštera.
V roce 1422 král Zikmund zrušil své zástavy zábrdovického majetku, přesto bylo hodně pokusů o jeho zcizení. Zábrdovický klášter ležel před hradbami města Brna, řeholníci se proto před rokem 1424 z důvodu bezpečnosti přestěhovali do areálu brněnského minoritského kláštera.